# 아가씨 참으세요
"아가씨 참으세요"는 1981년 공개된 대한민국의 영화이다.

## 배역
- 김태정
- 정윤희
- 서영란
- 권영문